# کوپریانوفکا
کوپریانوفکا (به لاتین: Kupriyanovka) یک منطقهٔ مسکونی در روسیه است که در استان آمور واقع شده‌است.